# Eduard Jachikián
Eduard Jachikián (Tiflis, 5 de octubre de 1957) es un narrador armenio. Miembro de la Unión de Escritores de Armenia (2007).

## Biografía
Eduard Jachikián nació en Tbilisi, en 1957. Es graduado de la Facultad de Filología de la Universidad Estatal de Ereván. Trabajó en las revista Garún. Entre 1989 y 1993 participó en la guerra de Karabagh, como comandante de los regimientos «Ejército de independencia» y «Armenia unidad». Recibió una serie de galardones por su desempeño. Fue viceministro de Transporte y Comunicaciones (1994-1998), Subjefe del Departamento de Información del Ministerio del Interior (1998-2002).

## Obras
- Y el sol se puso al amanecer (Ereván, 2013)
- Mundos paralelos (Ereván, 2011)
- General Sargis (Ereván, 2011)
- El enigma de la reliquia sagrada (Ereván, 2009)
- Terdat el Grande (Ereván, 2001)

## Premios
- Premio "Derenik Demirdjián" de la Unión de Escritores de Armenia por la novela Y el sol se puso amanecer (2014).
- Premio literario "El armenio en el siglo XXI" del Congreso Mundial Armenio, la Unión de los Armenios de Rusia y la Unión de Escritores de Armenia (2011) por el cuento Lobo blanco.
- Medalla "Marshal Baghramyan" (2000).